# Diplacus australis
Diplacus australis är en gyckelblomsväxtart som först beskrevs av Mcminn och Philip Alexander Munz, och fick sitt nu gällande namn av Tulig. Diplacus australis ingår i släktet Diplacus och familjen gyckelblomsväxter. Inga underarter finns listade i Catalogue of Life.